# Leucopogon acuminatus
Leucopogon acuminatus är en ljungväxtart som beskrevs av Robert Brown. Leucopogon acuminatus ingår i släktet Leucopogon och familjen ljungväxter. Inga underarter finns listade i Catalogue of Life.